# Торриани, Лоренцо
Лоре́нцо Торриа́ни (итал. Lorenzo Torriani; родился 31 января 2005 года, Вимодроне, Италия) — итальянский футболист, вратарь «Милана».

## Клубная карьера
До 8 лет занимался в академии клуба «Читта ди Колоньо». В 2012 году на одном из детских турниров его заметили скауты «Милана». Через год перешёл в стан «россонери»; ради «Милана» отказался от предложения «Интернационале». 26 июня 2024 года подписал профессиональный контракт с «Миланом». 17 сентября 2024 года в матче Лиги чемпионов УЕФА против «Ливерпуля» дебютировал за клуб, заменив на 51-й минуте Майка Меньяна, получившего травму.

## Карьера в сборной
За сборную Италии до 20 лет сыграл один матч против Германии, где пропустил три мяча.